# صغر الأسنان
صغر الأسنان هي حالة تظهر فيها واحدة أو أكثر من الأسنان أصغر من المعتاد. تكون جميع الأسنان صغيرة الحجم في الشكل المعمم. يضم الشكل الموضعي عدد قليل فقط من الأسنان. أكثر الأسنان المصابة شيوعًا هي القواطع الجانبية العلوية (الرباعيات) والأرحاء الثالثة.
قد تتأثر الأسنان المصابة بصغر الأسنان بشكل غير طبيعي، وقد يؤثر الحجم غير الطبيعي على السن بأكمله، أو على جزء فقط من السن.

## التعريف
يميل الذكور إلى أن يكون لهم أسنان أكبر من الإناث، ويختلف حجم الأسنان أيضًا حسب العرق. يعرف البعض حجم الأسنان غير الطبيعي بأنه عندما تكون الأبعاد أكثر من انحرافين معياريين عن المتوسط. «صِغَر الأسنان» هو عندما تكون الأسنان صغيرة بشكل غير طبيعي، ويكون «كِبَر الأسنان» عندما تكون الأسنان كبيرة بشكل غير طبيعي.

## التصنيف
هناك 3 أنواع من تصانيف صغر الأسنان:

### معمم حقيقي
تكون جميع الأسنان أصغر من الحجم الطبيعي. نادرًا ما تكون الأسنان الصغيرة معممة، وتحدث في التقزم النخامي بسبب انخفاض مستويات هرمون النمو، تفشل الأسنان في النمو إلى حجمها الطبيعي.

### معمم نسبي
جميع الأسنان ذات حجم طبيعي ولكنها تبدو صغيرة بسبب ضخامة الفكين. قد يكون الصغر النسبي المعمم نتيجة وراثة فك كبير من أحد الوالدين، وأسنان ذات حجم طبيعي من الآخر.

### موضعي (بؤري)
ويطلق على الأسنان الصغيرة الموضعية أيضًا البؤرة المصغرة. يكون السن المفرد أصغر من المعتاد. يُعد وجود صغر الأسنان الموضعيّ أكثر بكثير من المعمم، وغالبا ما يرتبط بنقص الأسنان (عدد الأسنان المنخفض). السن الأكثر شيوعًا في صغر الأسنان الموضع هي القواطع الجانبية العلوية (الرباعيات)، التي قد تكون أيضًا على شكل مخروط مقلوب «وتدية الشكل». عادة ما تحدث الرباعيات الوتدية بشكل ثنائي الجانب وتمتلك جذورًا قصيرة. قد تكون العوامل الوراثية من مسببات الحالة، تحدث الرباعيات الوتدة بنسبة أقل بقليل من 1٪. السن الثاني الأكثر شيوعًا هي الأرحاء الثالثة العلوية، ومن ثم الأسنان الزائدة.

## الأسباب
توجد العديد من العوامل المحتملة المعنية:
- قصور النخامية الخلقي.
- خلل التنسج الأديمي الجلدي.
- متلازمة داون.
- تعرض الفكين إلى الإشعاعات المؤينة أثناء نمو الأسنان (تكوين الأسنان).
- العلاج الكيميائي أثناء نمو الأسنان.
- متلازمة مارشال.
- متلازمة ريغر.
- نقص تنسج الجلد البؤري.
- متلازمة سيلفر روسل.
- متلازمة ويليامز.
- متلازمة غورلين شودري موس.
- متلازمة كوفين سيريس.
- متلازمة سلامون.
- شق الشفة والحنك.

تشتمل بعض الأسباب الأخرى على متلازمة الشريان البلعومي، ومتلازمة أودونتوتريكوميلك، ومتلازمات الأديم الظاهر العصبي وخلل التنسج الجلدي.

## العلاج
قد تتطلب الأسنان الصغيرة غير البازغة إزالة جراحية من أجل منع تكون الأكياس. قد تسبب الأسنان الصغيرة البازغة -وخاصة الوتدية- مشاكل تجميلية. يمكن ترميم هذه الأسنان حتى تشبه الأسنان ذات الحجم الطبيعي، عادةً بالحشوات أو التيجان. قد تكون هناك حاجة لتقويم الأسنان في الحالات الشديدة من أجل سد الفجوات بين الأسنان.

## علم الأوبئة
تتأثر الإناث أكثر من الذكور، وتحدث الحالة في الأسنان الدائمة (للبالغين) أكثر من المؤقتة (الأسنان اللبنية).